# Anne McCaffrey
Pour les articles homonymes, voir McCaffrey.
Œuvres principales
- La Ballade de Pern

Anne Inez McCaffrey, née le 1er avril 1926 à Cambridge dans le Massachusetts et décédée le 21 novembre 2011, dans le comté de Wicklow en Irlande, est une auteureaméricano-irlandaise de science-fiction et de fantasy.
Elle a obtenu de nombreux prix littéraires pour ses ouvrages, dont le prix Hugo du meilleur roman court en 1968 pour Weyr Search, qui constitue le début du premier roman publié de La Ballade de Pern, Le Vol du Dragon. L'univers de Pern a fait sa renommée internationale.

## Biographie
Anne McCaffrey nait le 1er avril 1926 à Cambridge dans le Massachusetts. Elle fait jusqu'en 1947 des études de langues slaves et de littérature (écrivant sa première nouvelle au lycée) puis commence une carrière sur les planches : comédie, chant, mise en scène… Dotée d'une belle voix soprano, elle suit des cours de chant pendant une dizaine d'années. S'intéressant à la direction d'opéra, elle dirige la première performance américaine du Ludus de Nato Infante Mirificus du compositeur Carl Orff.
En 1950, elle se marie, a trois enfants (de 1950 à 1959) et divorce en 1970. Le magazine Science-Fiction Plus est le premier à publier une nouvelle d'Anne McCaffrey : Freedom of the Race paraît dans le numéro d'octobre 1953.
Pendant que ses enfants sont à l'école, elle se remet à écrire : Reconstituée (Restoree), son premier roman, paraît en 1967. Elle est à l'époque une des très rares femmes écrivains de science-fiction : elle est d'ailleurs la première femme à obtenir un prix Hugo en fiction. En 1968, elle crée la saga de Pern, puis en 1973, celle des Doués.
En 1980, elle publie une anthologie de science-fiction qu'elle dédie en partie à Rosel George Brown
Lors de la cérémonie de remise des prix Nebula 2005, Anne McCaffrey est élue 22e Grand Maître. En 2006, elle est inscrite au Science Fiction Hall of Fame du musée de la science-fiction à Seattle.
Anne McCaffrey meurt à 85 ans, le 21 novembre 2011 en Irlande. Elle y vivait depuis de nombreuses années, dans une maison nommée Dragonhold Underhill (Le Fort des Dragons sous la Colline), dans le comté de Wicklow, entourée de chevaux (une de ses passions), en continuant à écrire.

## Œuvres

### CycleLa Ballade de Pern
Les traductions des œuvres se situant dans l'univers de Pern ont en général été faites par Simone Hilling.
- Le Vol du dragon (1971), traduction de Dragonflight (1968), composé de quatre parties :
  - La Quête du Weyr, traduction de Weyr Search (1967)
  - Le Vol du Dragon, traduction de Dragonrider (1967)
  - Poussières, traduction de Dust Fall (1968)
  - Le Froid Interstitiel, traduction de The Cold Between (1968)
- La Quête du dragon (1972), traduction de Dragonquest (1971)
- Le Plus Petit des Dragonniers, traduction de The Smallest Dragonboy (1973). Cette nouvelle est parue originellement dans le recueil Get off the Unicorn et elle a été traduite dans le recueil La Dame de la Haute Tour.
- A Time When (1975), nouvelle non traduite en français, est devenue la première partie du roman Le Dragon blanc.
- Le Chant du dragon (1988), traduction de Dragonsong (1976)
- La Chanteuse-dragon de Pern (ou Le dragon chanteur) (1989), traduction de Dragonsinger (1977)
- Le Dragon blanc (1989), traduction de The White Dragon (1978)
- Les Tambours de Pern (1989), traduction de Dragondrums (1979)
- La Dame aux dragons (1990), traduction de Moreta: Dragonlady of Pern (1983)
- The Atlas of Pern (1984) est un guide (plus précisément un atlas) non traduit en français, écrit par Karen Wynn Fonstad sous la supervision d'Anne McCaffrey.
- The Girl who Heard Dragons (1986), nouvelle non traduite en français, a donné son nom au recueil The Girl who Heard Dragons (1994).
- Histoire de Nerilka (1990), traduction de Nerilka's Story (1986)
- The People of Pern (1988), est un guide non traduit en français, écrit par Robin Wood en collaboration avec Anne McCaffrey.
- L'Aube des dragons (1990), traduction de Dragonsdawn (1988)
- Le Dragonslover's Guide to Pern (1989) est un guide non traduit en français, écrit par Jody Lynn Nye sous la supervision d'Anne McCaffrey. Une seconde édition, augmentée de plusieurs chapitres, est parue en 1997. Ce guide contient :
  - The Impression (1989), nouvelle non traduite en français.
- Les Renégats de Pern (1991), traduction de The Renegades of Pern (1989)
- Tous les Weyrs de Pern (1992), traduction de All the Weyrs of Pern (1991)
- Les Chroniques de Pern : La Chute des Fils (1995), traduction de The Chronicles of Pern: First Fall (1993), est un recueil de nouvelles composé de :
  - Première reconnaissance : P.E.R.N., traduction de The Survey: P.E.R.N. (1993)
  - La Cloche des Dauphins, traduction de The Dolphins' Bell (1993)
  - Le Fort de Red Hanrahan, traduction de The Ford of Red Hanrahan (1993)
  - Le Deuxième Weyr, traduction de The Second Weyr (1993)
  - Mission sauvetage, traduction de Rescue Run (1991)
- Les Dauphins de Pern (1996), traduction de The Dolphins of Pern (1994)
- L'Œil du dragon (1998), traduction de Red Star Rising (nom du volume grand format paru au Royaume-Uni en 1996) / Red Star Rising: Second Chronicles of Pern (nom du volume en poche paru au Royaume-Uni) / Dragon's eye (nom du volume paru aux États-Unis en 1997)
- Le Maître-Harpiste de Pern (2000), traduction de The Masterharper of Pern (1998)
- Messagère de Pern (1999), traduction de Runner of Pern (1998). Cette nouvelle est parue originellement dans l'anthologie Legends: short novels by the masters of modern fantasy de Robert Silverberg (1998) et elle a été traduite dans l'anthologie française Légendes (1999).
- Les Ciels de Pern (2003), traduction de The Skies of Pern (2001)
- A Gift of Dragons (2002), recueil de nouvelles non traduit en français, composé :
  - des rééditions de The Smallest Dragonboy (1973), The Girl Who Heard Dragons (1986) et The Runner of Pern (1998),
  - et d'une nouvelle inédite, Ever the Twain (2002)
- La Lignée du dragon (2007) traduction de Dragon's Kin (2003), écrit avec son fils Todd McCaffrey
- Au-delà de l'Interstice (2005), traduction de Beyond Between (2004). Cette nouvelle est parue originellement dans l'anthologie Legends II: new short novels by the masters of modern fantasy de Robert Silverberg et elle a été traduite dans le premier volume de l'anthologie française Légendes de la fantasy.
- Dragonsblood (2005), roman non traduit en français écrit par Todd McCaffrey avec l'accord d'Anne McCaffrey
- Dragon's Fire (2006), roman non traduit en français écrit avec Todd McCaffrey
- Dragon's Harper (2007), roman non traduit en français écrit avec Todd McCaffrey
- Dragonheart (2008), roman non traduit en français écrit avec Todd McCaffrey
- Dragongirl (2010), roman non traduit en français écrit avec Todd McCaffrey
- Dragon's Time (2011), roman non traduit en français écrit avec Todd McCaffrey
- Sky Dragons (2012), roman non traduit en français écrit avec Todd McCaffrey
- Dragon's Code (2018), roman non traduit en français écrit par Gigi McCaffrey, la fille d'Anne McCaffrey

### CycleAcorna
1. Acorna, la petite licorne / Acorna (1997) avec Margaret Ball (en)
2. La Quête d'Acorna / Acorna's Quest (1998) avec Margaret Ball
3. Le Peuple d'Acorna / Acorna's People (1999) avec Elizabeth Ann Scarborough
4. Le Monde d'Acorna (2003)/ Acorna's World (2000) avec Elizabeth Ann Scarborough
5. Acorna’s Search avec Elizabeth Ann Scarborough (2001)
6. Acorna’s Rebels avec Elizabeth Ann Scarborough (2003)
7. Acorna’s Triumph avec Elizabeth Ann Scarborough (2004)
8. First Warning: Acorna's Children avec Elizabeth Ann Scarborough (2005)
9. Second Wave: Acorna's Children avec Elizabeth Ann Scarborough (2006)
10. Third Watch: Acorna's Children avec Elizabeth Ann Scarborough (2007)

- The Unicorn Girl: the illustrated adventures avec des nouvelles de Mickey Zucker Reichert (en), Jody Lynn Nye (en) et Roman A. Ranieri

### CycleLa Transe du crystal
1. La Chanteuse crystal / Crystal Singer (1982)
2. Killashandra / Killashandra (1985)
3. La Mémoire du crystal / Crystal Line (1992)

### CycleDoona
1. Décision à Doona / Decision at Doona (1969)
2. Crisis on Doona (1992) avec Jody Lynn Nye (en)
3. Treaty Planet (1994) avec Jody Lynn Nye

### CycleLes Doués
Ce cycle est aussi connu sous le nom Le Vol de Pégase, qui ne devrait en toute logique s'appliquer qu'au premier sous-cycle.

#### CycleLe Vol de Pégase
1. Le Galop d'essai (1992) / To Ride Pegasus (1973)
2. Le Bond vers l'infini (1991) / Pegasus in Flight (1990)
3. Pegasus In Space (2000), non encore traduit en français

#### CycleLa Tour et la Ruche
1. La Rowane (1991) / The Rowan (1990)
2. Damia (1993) / Damia (1992)
3. Les Enfants de Damia (1996) / Damia's Children (1993)
4. L'Orgueil des Lyon (1997) / Lyon's Pride (1994)
5. La Tour et la Ruche (2001) / The Tower And The Hive (1999)

### CycleLa Planète des dinosaures
Ce cycle est lui aussi divisé en deux sous-cycles.

#### CycleIreta
- La Planète des dinosaures / Dinosaur Planet (1978)
- Dinosaur Planet Survivors (1984)

#### CyclePlanet Pirates
- Sassinak / Sassinak avec Elizabeth Moon (1990)
- The Death of Sleep avec Jody Lynn Nye (en) (1990) (dans la chronologie de l'histoire, c'est le premier opus)
- Génération Warriors / Generation Warriors avec Elizabeth Moon (1991)

### La Trilogie des forces
- Les Forces majeures / Powers That Be avec Elizabeth Ann Scarborough (1993)
- Lignes de forces / Power Lines avec Elizabeth Ann Scarborough (1993)
- Le Jeu des forces / Power Play avec Elizabeth Ann Scarborough (1995)

#### CycleLes Jumeaux de la trilogie des forces
- Changelings avec Elizabeth Ann Scarborough (2005)
- Maelstrom avec Elizabeth Ann Scarborough (2006)
- Deluge avec Elizabeth Ann Scarborough (2008)

#### Le Cycle des hommes libres(les Catteni)
- Terre de liberté / Freedom's Landing (1995)
- Terre de défi / Freedom's Choice (1997)
- Terre d’élection / Freedom's Challenge (1998)
- Terre de rançon (2004) / Freedom's Ransom (2002)

#### Le Cycle des partenaires
- Le Vaisseau qui chantait (1996) / The Ship Who Sang (1969) contient :
  - Le Vaisseau qui chantait / The Ship Who Sang (1961)
  - Le Vaisseau en deuil / The Ship Who Mourned (1966)
  - Le Vaisseau qui tuait / The Ship Who Killed (1966)
  - Le Vaisseau et son partenaire / The Partnered Ship (1969)
  - Le Vaisseau qui disparut / The Ship Who Diseappeared ou The ship who dissembled (1969)
  - Mission théâtrale / Dramatic Mission (1969)
- Le Vaisseau cyborg / PartnerShip avec Margaret Ball (en) (1992)
- The Ship Who Searched avec Mercedes Lackey (1992)
- The City Who Fought avec Stephen Michael Stirling (1993)
- The Ship Who Won avec Jody Lynn Nye (en) (1994)  (suivi de The Ship Errant par Jody Lynn Nye (en))
- Ship Avenged avec Stephen Michael Stirling (1999)

### Roman policier
- Coup de chien (1999) The Mark of Merlin, Presses de la Cité, coll. « Un mystère » no 187 (1972), réédition Presses de la Cité, coll. « Punch » 1re série no 70 (1974), réédition Librairie des Champs-Élysées, coll. « Le Masque », no 2416 (1999)  (ISBN 2-7024-2950-5)

### Anthologies
- Alchemy and academe : a collection of original stories concerning themselves with transmutations, mental and elemental, alchemical and academic, Ballatine Books, 1980 (ISBN 0-345-28643-X et 978-0-345-28643-7, OCLC 7128316, lire en ligne)

### Nouvelles
- Get Off the Unicorn, 1977 (une partie des nouvelles se retrouve dans l'anthologie La Dame de la Haute Tour (1993), édition Pocket, coll. Le Grand Temple de la S-F)

1. La Dame de la haute tour / Lady in the Tower (1959)
2. A Meeting of Minds (1969), nouvelle non traduite dans le recueil français, qui a servi de base à l'élaboration du roman Damia
3. La Fille de sa mère / Daughter (1971)
4. Dull Drums (1973), nouvelle non traduite dans le recueil français
5. L'Enfant des fées / Changeling (1977)
6. Le Temps qu'il fait sur Welladay / Weather on Welladay (1969)
7. Les Épines de Barevi / The Thorns of Barevi (1970)
8. Horse from a Different Sea (1977), nouvelle non traduite dans le recueil français
9. The Great Canine Chorus (1970), nouvelle aussi connue sous le titre The Great Chorus, non traduite dans le recueil français
10. Finder's Keeper (1973), nouvelle non traduite dans le recueil français
11. L'Amour suprême / The Greatest Love (1976), nouvelle absente du recueil original Get Off the Unicorn
12. Le Bon Père Noël / A Proper Santa Claus (1973)
13. Pomme pourrie / Apple (1969)
14. Le Plus Petit des Dragonniers / The Smallest Dragonboy (1973)
15. Honeymoon (1977), nouvelle non traduite dans le recueil français, qui fait suite et conclut le roman Le Vaisseau qui chantait / The Ship Who Sang

- Velvet Fields (1973)
- Cinderella Switch (1981)
- Messagère de Pern / Runner of Pern (1998) dans Légendes, anthologie de Robert Silverberg (Legends - 1998 - Éditions 84)
- Le Vaisseau qui rentrait à la base / The Ship That Returned (1999) dans Horizons lointains, anthologie de Robert Silverberg (Far Horizons - 1999 - J'ai lu Millénaires)

## Prix
- Prix Hugo du meilleur roman court en 1968 pour Weyr Search
- Prix Nebula du meilleur roman court en 1969 pour Dragonriders
- Prix E. E. Smith Memorial en 1976
- Prix Ditmar (en) (prix australien) en 1979 pour Le Dragon blanc
- Prix Gandalf (en) en 1979 pour Le Dragon blanc
- Prix Balrog en 1980 pour sa carrière
- Prix Balrog en 1980 pour Les Tambours de Pern
- Prix Stresa Eurocon en 1980 pour Le Dragon blanc
- Prix Golden Pen (en) (prix décerné par des enfants) en 1982
- Prix du Science Fiction Book Club 1986 du livre de l'année pour Killashandra
- Prix du Science Fiction Book Club 1989 du livre de l'année pour L'Aube des dragons
- Prix du Science Fiction Book Club 1989 du livre de l'année pour Les Renégats de Pern
- Prix du Science Fiction Book Club 1992 du livre de l'année pour Tous les Weyrs de Pern
- Prix du Science Fiction Book Club 1993 du livre de l'année pour Les Enfants de Damia
- Prix du Science Fiction Book Club 1994 du livre de l'année pour Les Dauphins de Pern
- Prix Barnes & Noble en 1997 pour Terre de défi
- Invitée d'honneur de la Dragon Con en 1999
- Prix Julie en 1999 pour une vie de services distingués aux Arts Fantastiques
- Prix Margaret A. Edwards en 1999 pour son œuvre « jeunesse »
- Prix L. Ron Hubbard Writers of the Future Lifetime Achievement (en) en 2004
- Prix Damon-Knight Memorial Grand Master pour l'ensemble de son œuvre en 2005
- Inscription au Science Fiction Hall of Fame en 2006